# بريتاني سبيرز (كرة سلة)
بريتاني سبيرز (بالإنجليزية: Brittany Spears)‏ مواليد 27 سبتمبر 1988 في باسادينا، هي لاعبة كرة سلة أمريكية معتزلة. بدأت مسيرتها الاحترافية في سنة 2011. تم اختيارها من قبل فريق فينيكس ميركوري خلال الدرافت. يبلغ طولها 6 قدم 1 بوصة (1.9 م).